# DJ 찰스
DJ 찰스(1980년 8월 16일 ~ )은 대한민국의 희극 배우이다. 

## 활동
2001년 만 21세의 어린 나이로 MBC 공채 12기로 데뷔 처음 첫 자리 옮기며 MBC 공채 데뷔 처음 첫 전향 이전 시작 하여  MBC 공채 데뷔 이전하였다. 2001년 MBC 개그맨 데뷔 이적 하여 동기로는 조인기과 양헌, 김선정이 있다. 그중에서도 양철수와는 같은 학교 1년 선후배 사이였으며 함께 코미디 하우스에서 철수와 인기 코너를 진행한다.

## 출연작
- 코미디하우스 (MBC)